# Piła (narzędzie)

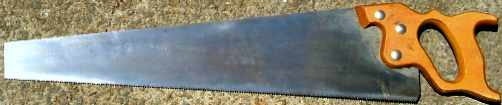
Piła ręczna

Piła – samodzielne narzędzie lub część urządzenia w formie ząbkowanego ostrza służące do przerzynania materiałów takich jak drewno, kamień, metal i innych ciał stałych. Ostrze to wprawiane jest w ruch w zależności od rodzaju piły, np. za pomocą mięśni lub energii elektrycznej, parowej czy wodnej.

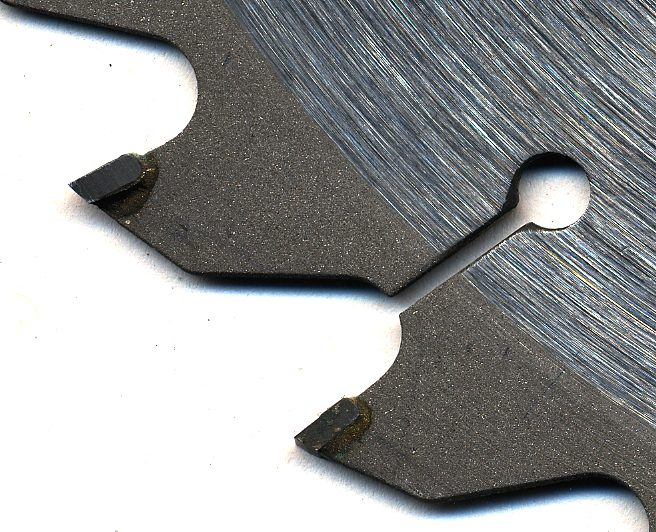
Zęby piły tarczowej z nakładkami z węglików spiekanych

Piła zwykle składa się z zębatego ostrza zwanego brzeszczotem napiętego w ramie lub zaopatrzonego w jeden lub dwa uchwyty służące do jego poruszania. Wyjątkiem są piły tarczowe, o kolistym kształcie, gdzie zęby umieszczone są na obwodzie tarczy. Kształt zębów piły ma różne formy w zależności od rodzaju materiału poddawanego obróbce (np. drewno mokre czy suche, twarde lub miękkie), kierunku cięcia (wzdłuż czy w poprzek włókien), jak i wymaganej precyzji cięcia.
Zęby piły mogą mieć kształt klinowaty, łukowaty (tzw. „wilcze zęby”) lub kwadratowy (w piłach do kamienia). Brzeszczot piły wykonywany jest ze stali, a zęby piły stanowią jedną całość wraz z brzeszczotem. Zęby piły mogą być miejscowo hartowane w celu zmniejszenia ich tępienia. Są również wykonywane piły o zębach z nakładkami z twardszych materiałów np. z węglików spiekanych.
Ślad po przejściu piły przez materiał nazywamy rzazem. Szerokość rzazu jest większa od grubości brzeszczotu piły, ze względu na zmniejszenie oporów tarcia bocznych powierzchni brzeszczotu o przerzynany materiał. W tym celu zęby są rozwierane to znaczy, że końce zębów są na przemian wyginane na boki, najlepiej za pomocą odpowiedniego narzędzia. W piłach z zębami z nakładkami, szerokość rzazu wynika z grubości nakładek odpowiednio powiększonej w stosunku do grubości brzeszczotu.

## Technika obróbki

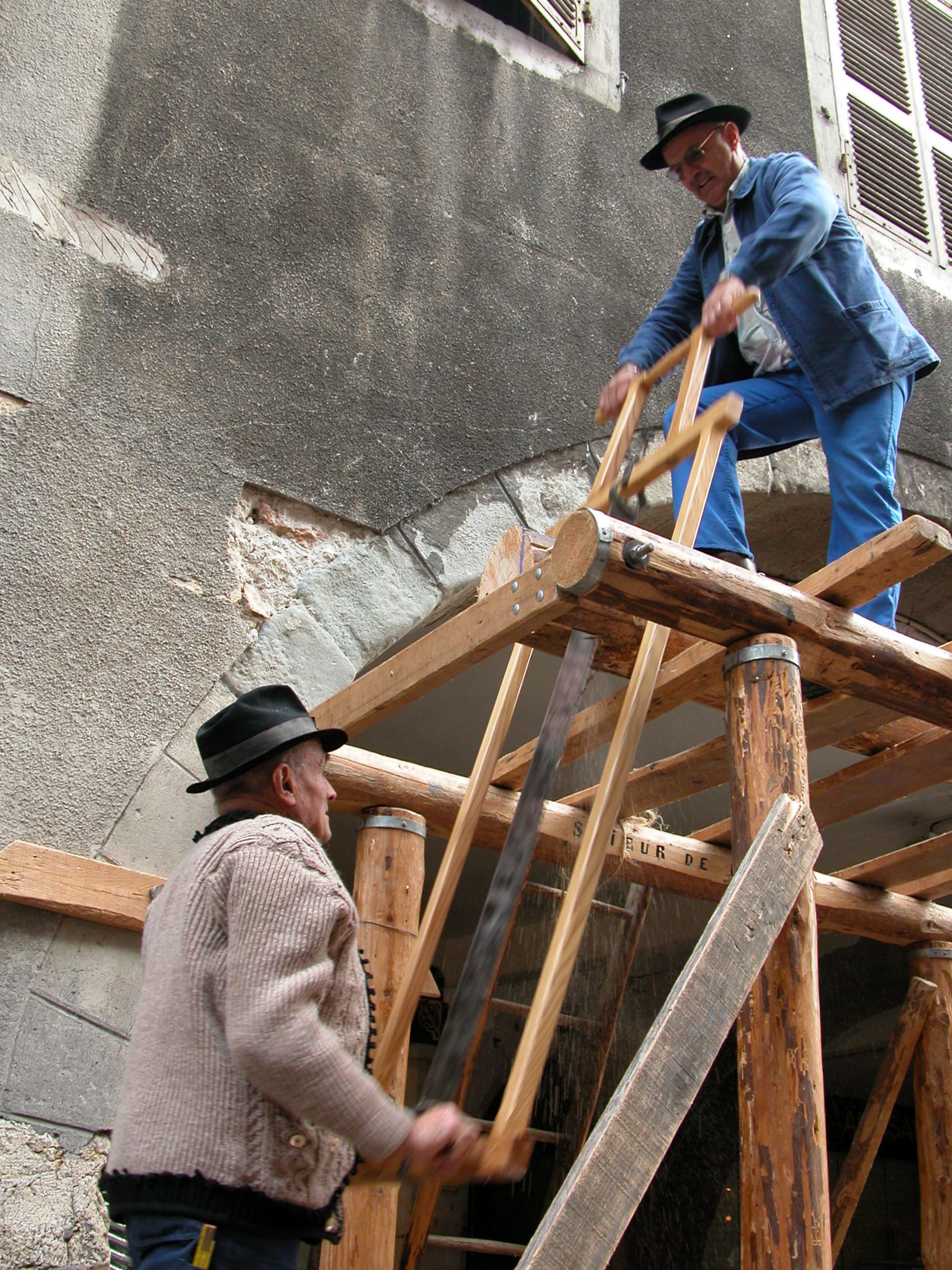
Przerzynanie wzdłużne

Piły w formie stalowej taśmy napiętej w ramie lub zaopatrzonej w uchwyty pracują ruchem posuwisto – zwrotnym wykorzystując jeden (pchanie lub ciągnięcie) lub obydwa cykle robocze. Przykładem piły wykorzystującej dwa cykle jest piła dwuręczna (popularnie zwana „moja-twoja”) lub piły kabłąkowe – warunkiem jest dokładnie taka sama geometria zębów w obie strony.
Piły jednouchwytowe stosowane w kulturze zachodniej są tradycyjnie przystosowane do cięcia przez pchanie (pracujemy „od siebie”). Stwarza to pewną niedogodność, że przy słabym rozwiedzeniu piła może się klinować w materiale, a przez to brzeszczot może ulec zdeformowaniu. Praca piłą w ten sposób wymaga znacznych umiejętności manualnych.
W kulturze wschodniej natomiast piły ciągniemy (pracujemy „do siebie”), ostrze nawet jeśli stawia opór pozostaje proste. Precyzyjne cięcie taką piłą jest o wiele łatwiejsze nawet dla laika.

## Podział pił
Ze względu na obrabiany materiał, zastosowanie, sposób napędu i wykonywany ruch roboczy wyróżnia się podstawowe rodzaje pił:

### Piły ręczne
- piły ramowe:
  - ramówka (klobzega) do przerzynania wzdłużnego kłody na deski i forniry – długość 120 – 150 cm;
  - krawężnica do zgrubnego przerzynania wzdłużnego – dł. 76 – 86 cm, szer. 40 – 55 mm;
  - czopnica – cięcie precyzyjne wzdłuż włókien – dł. 55 – 75 cm, szer. 35 – 40 mm;
  - odsadnica – cięcie precyzyjne w poprzek włókien – dł. 48 – 56 cm, szer. 35 – 42 mm;
  - krzywica – do wyrzynań krzywoliniowych – dł. 28 – 100 cm, szer. od 6 mm w górę;
  - włosowa (włośnica, laubzega) do artystycznych, precyzyjnych wyrzynań w cienkich deseczkach, fornirach i sklejkach
- piły jednouchwytowe:
  - płatnica (rozpłatnica, fuchszwanc) – cięcie precyzyjne wzdłuż włókien;
  - grzbietnica – cięcie precyzyjne w poprzek włókien;
  - otwornica (lochzega) – do wyrzynań krzywoliniowych;
  - narżnica (zarzynaczka, gratzega) – do wpustów na zasuw – „jaskółczy ogon”;
  - pasownica – z grzbietem, czasem z przestawnym ostrzem do pasowania styku krawędzi połączeń
- poprzeczne do drewna okrągłego i prętów:
  - dwuręczna (dwuchwytowa);
  - kabłąkowa;
  - ogrodnicza.

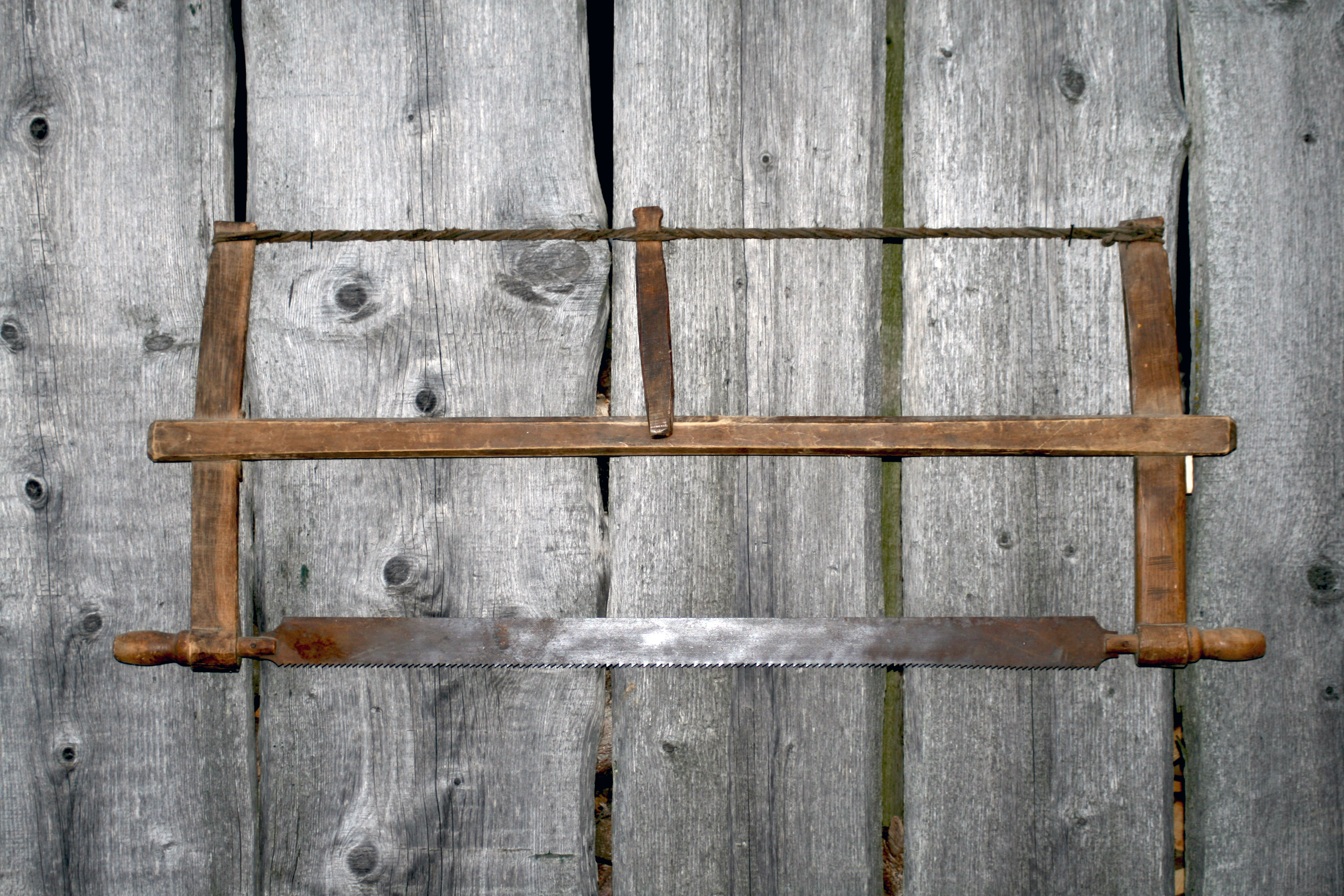
Piła ramowa – odsadnica
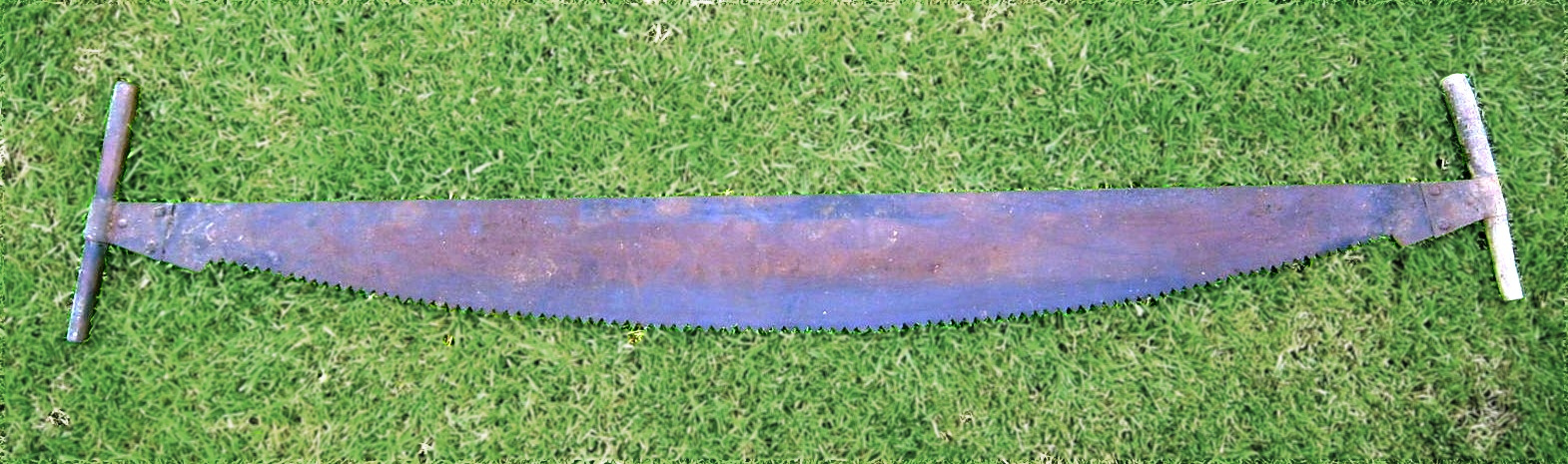
Piła „moja-twoja”
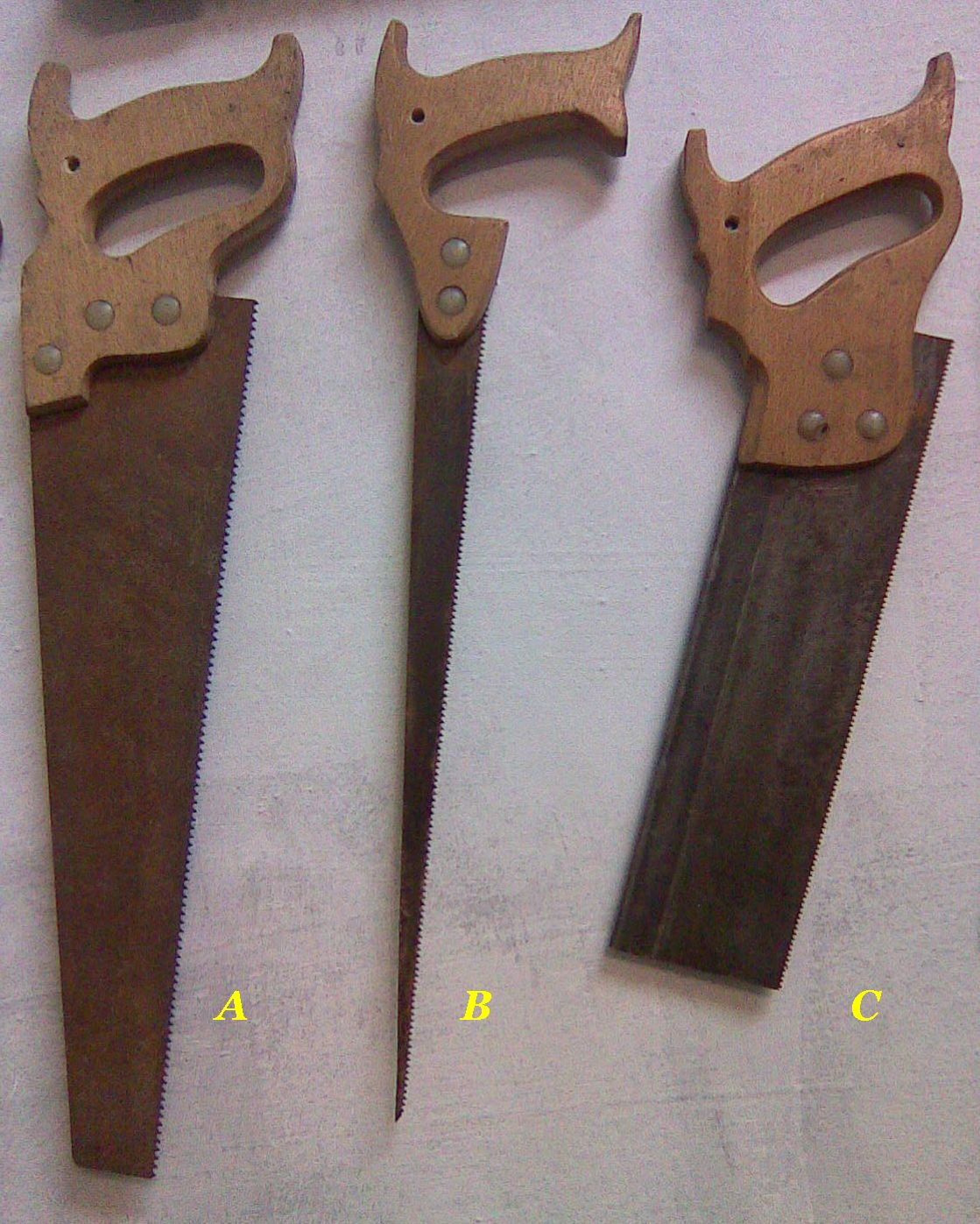
Piły jednouchwytowe: A- płatnica, B- otwornica, C- grzbietnica
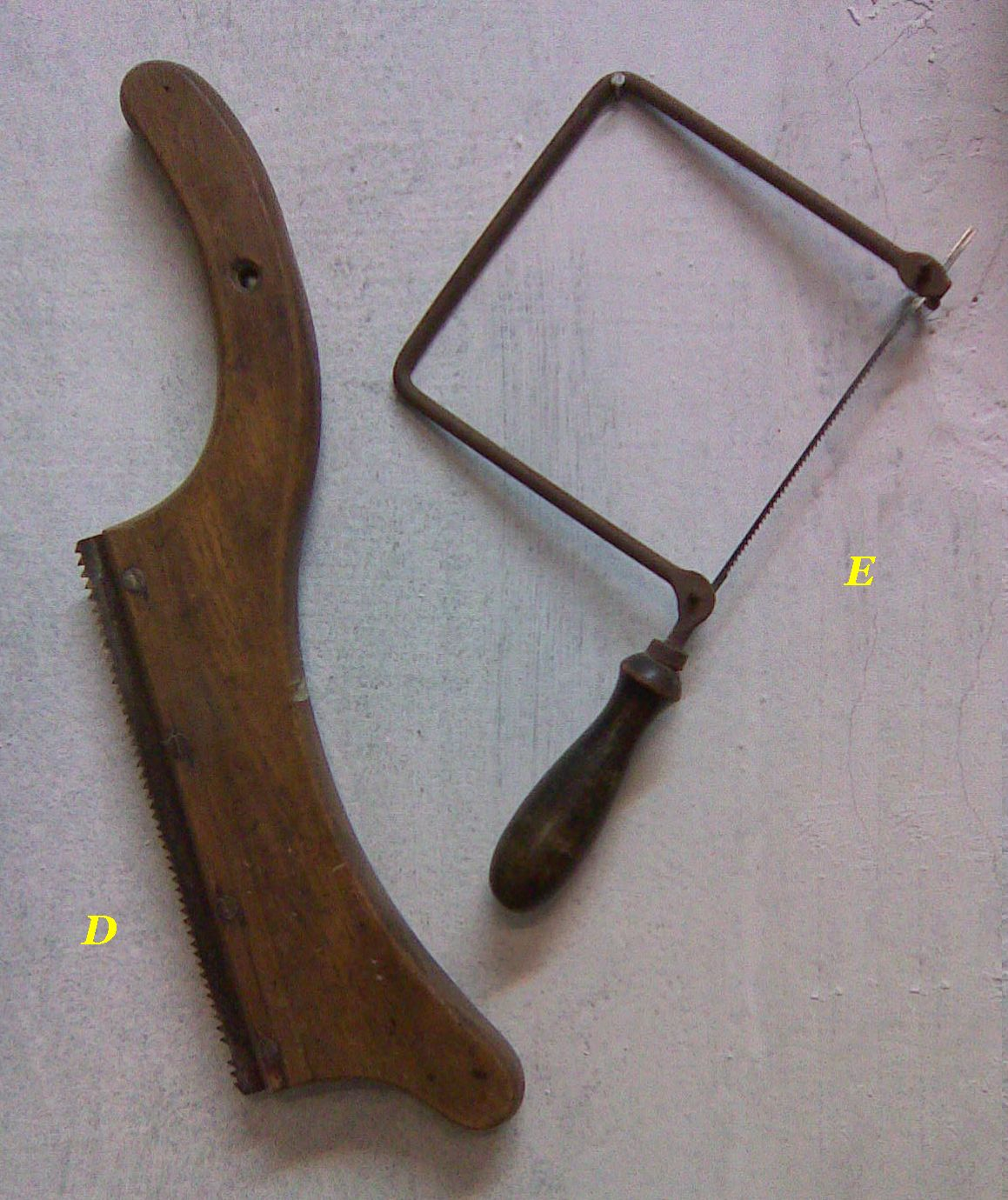
Piły specjalne: D- narżnica, E- włośnica
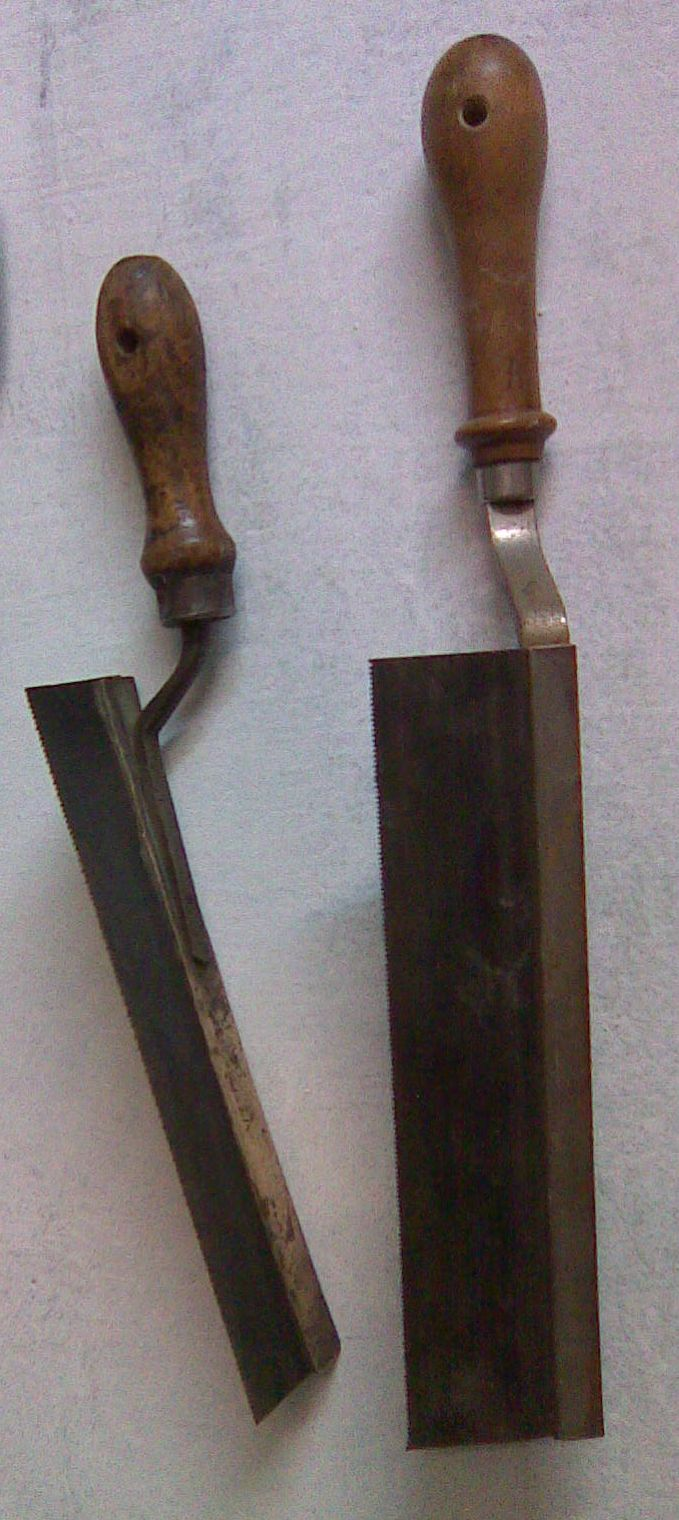
Piłki pasownice
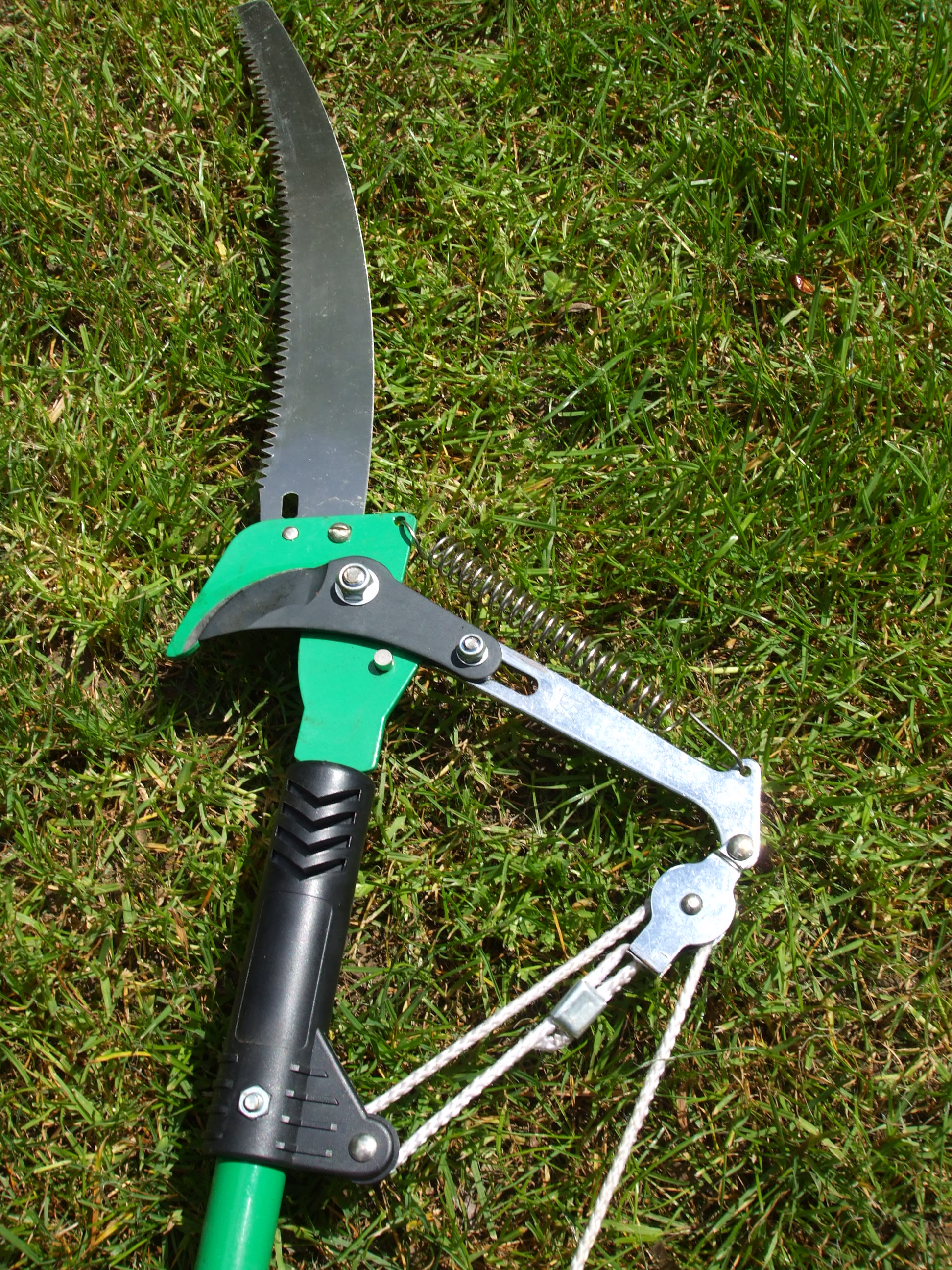
Piła ogrodnicza
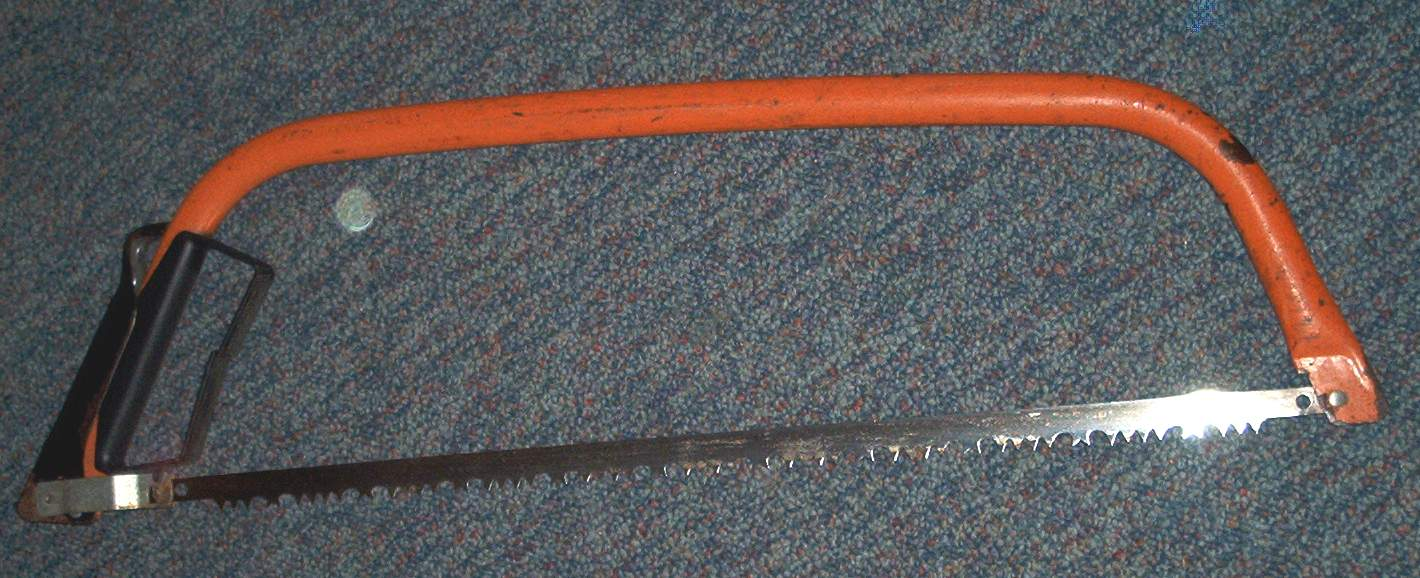
Piła kabłąkowa

### Pilarki mechaniczne
- trak – do przerzynania wzdłużnego kłód na asortymenty drzewne:
  - poziomy jednopiłowy;
  - pionowy wielopiłowy;
- pilarka tarczowa (cyrkularka – z niem. Circularsäge, krajzega – z niem. Kreissäge) – ostrze w formie zębatego dysku mocowane w różny sposób na wale napędowym do cięcia podłużnego lub poprzecznego:
  - stołowa – najbardziej popularny typ pilarki zwykle do cięcia podłużnego – tarcza piły wystaje ponad blat stołu roboczego;
  - ukośnica – cięcie pod kątem – tarcza z napędem zawieszona na uchylnym ramieniu nad blatem roboczym;
  - wahadłowa – tarcza z napędem zawieszona na uchylnym ramieniu nad blatem roboczym – do cięcia poprzecznego;
  - ramieniowa – przesuwna tarcza z napędem zawieszona na ramieniu nad blatem roboczym – do cięcia poprzecznego;
  - panelowa – zautomatyzowana, z systemem optymalizującym rozkrój płyt w dużych zakładach meblarskich;
  - formatowa – pozioma, wyposażona w wózek boczny i tzw. podcinak (mała dodatkowa piła wykonująca przeciwrzaz) zapobiegający strzępieniu krawędzi płyty przez główne ostrze – w małych stolarniach do przerzynania w różnych kierunkach;
  - formatyzerka – pionowa, z pił poruszającą się w pionie i poziomie (posuw ręczny lub mechaniczny) używana do rozkroju płyt;
  - ręczna – mała pilarka, która oprócz tarczy składa się głównie z silnika i malutkiego „blatu”, który tak jak w wyrzynarce dociskamy do przecinanej powierzchni, a nie kładziemy na nim materiału tak jak ma to miejsce w przypadku piły stołowej;
- pilarka taśmowa – zębata taśma o obwodzie zamkniętym napięta między dwoma lub trzema kołami, z których jedno jest napędzane – do cięcia podłużnego, poprzecznego lub profilowego (po łuku, którego promień zależy od szerokości taśmy);
- pilarka łańcuchowa – jako narzędzie tnące wykorzystywany jest łańcuch podobny do rowerowego którego ogniwa zaopatrzone są w zęby o specyficznym kształcie zbliżonym do litery U (ostrzy się je pilnikiem okrągłym) – do przerzynania zgrubnego;
- wyrzynarka zaopatrzona w stosunkowo krótki brzeszczot mocowany w jednym punkcie poruszający się ruchem posuwisto-zwrotnym – do wyrzynania profili;
- pilarka szablasta posiada krótki, zbieżny brzeszczot łukowato wygięty (stąd nazwa piły) lub prosty mocowany w jednym punkcie, poruszający się ruchem posuwisto-zwrotnym – do przerzynania poprzecznego.

Urządzenie wykorzystujące piłę jako narzędzie robocze nazywane jest pilarką, a obsługującą ją osobę pilarzem.

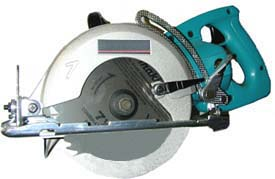
Ręczna pilarka tarczowa
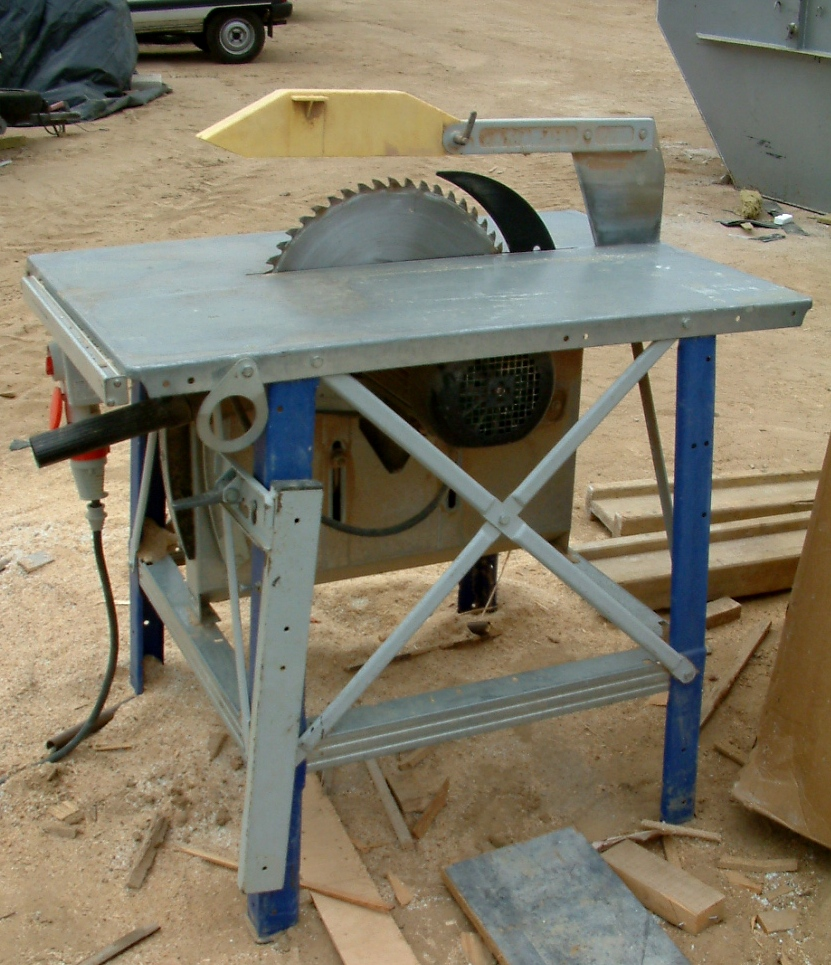
Pilarka stołowa – piła tarczowa
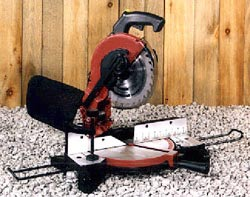
Ukośnica – piła tarczowa
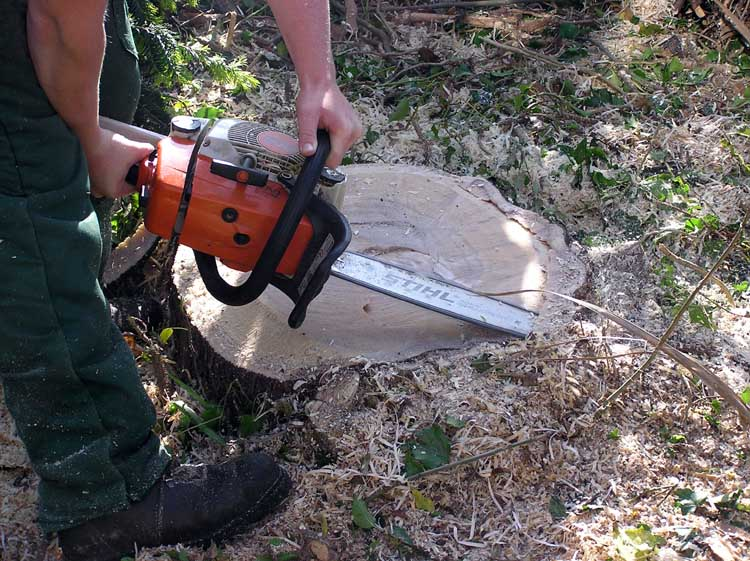
Pilarka łańcuchowa w akcji
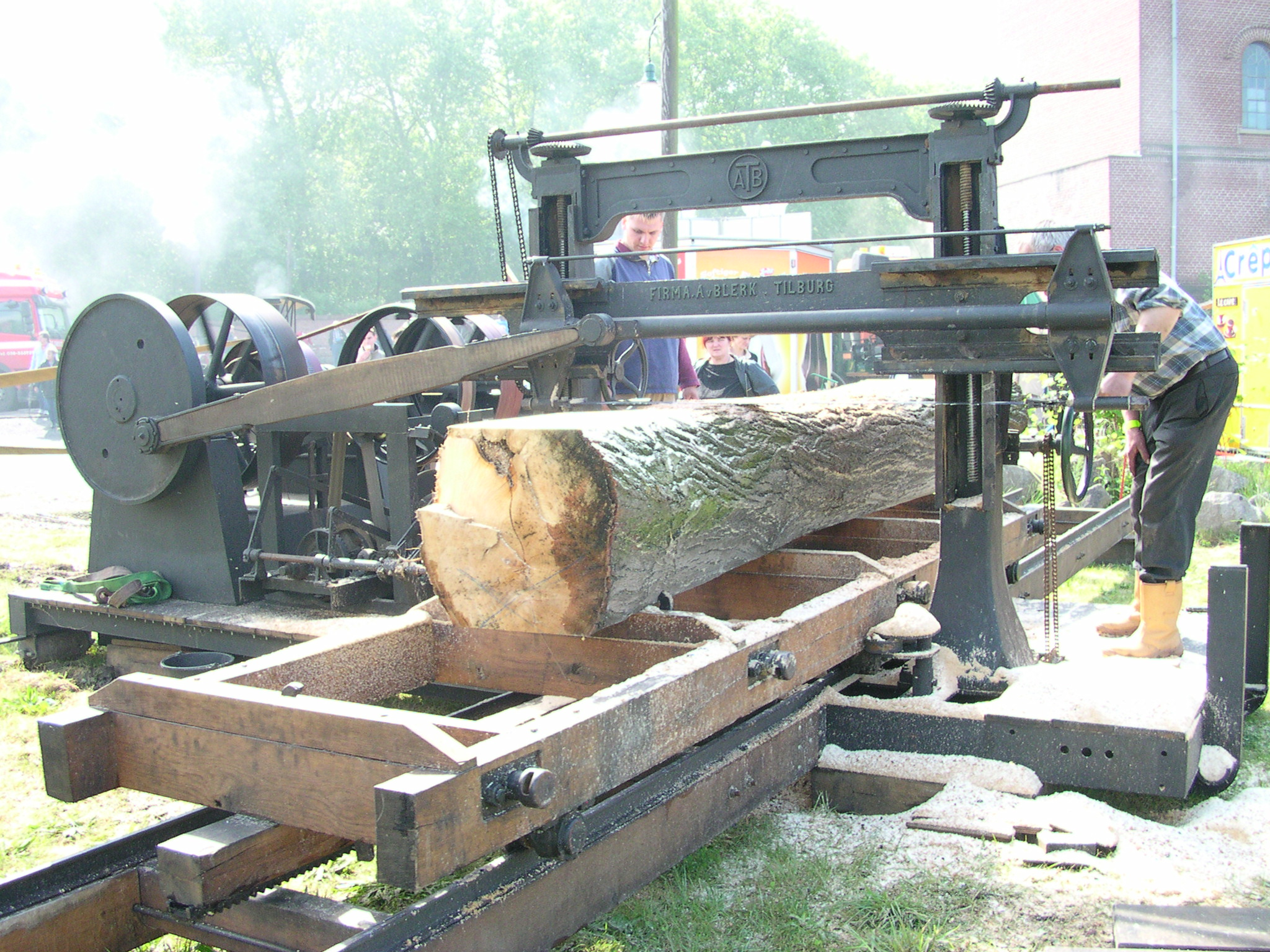
Trak poziomy
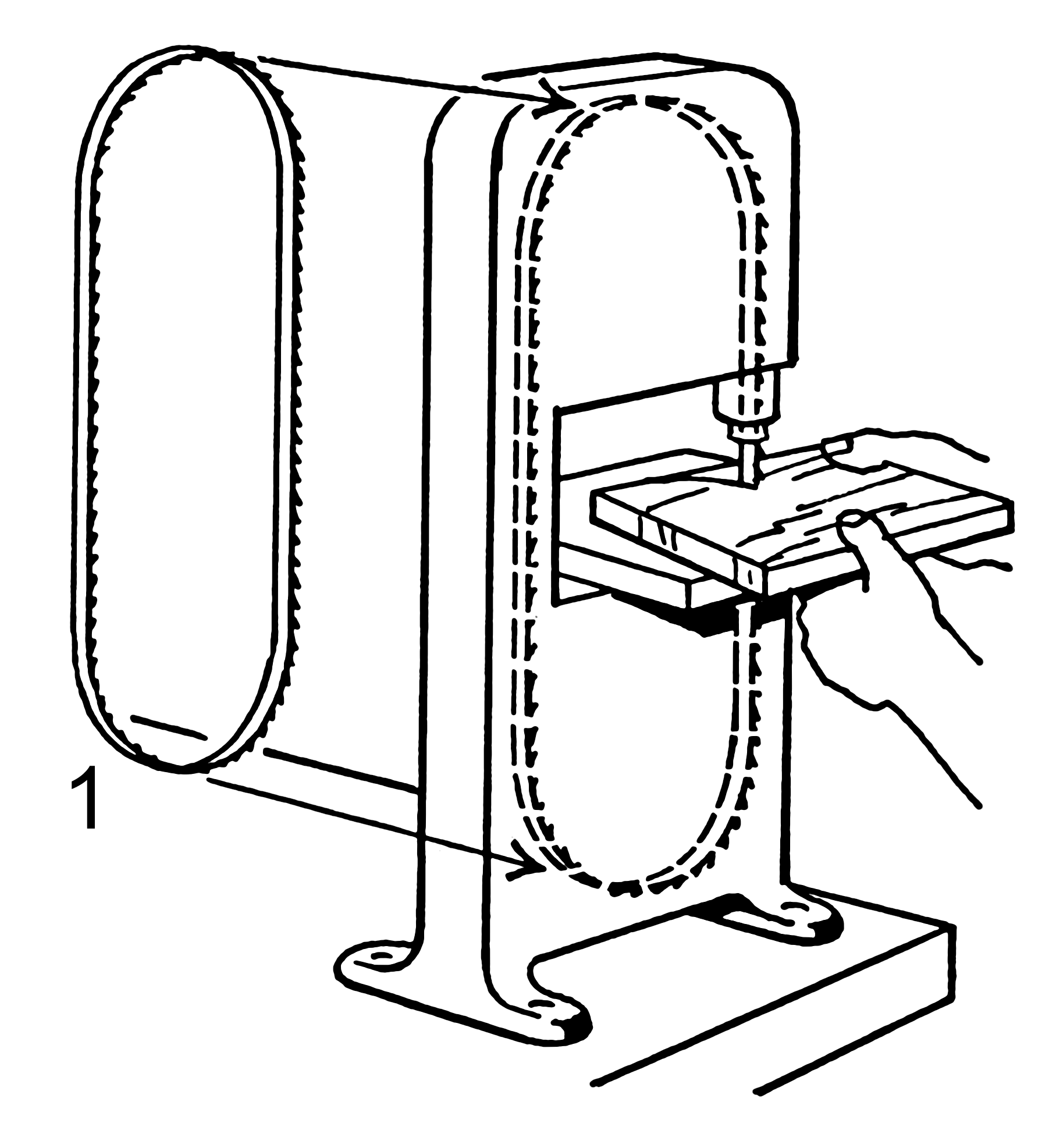
Pilarka taśmowa – schemat

Niewielkie piły o specjalnej budowie stosuje się również w medycynie. Na przykład w chirurgii do przecinania kości podczas operacji, a także do przecinania lekkich opatrunków żywicznych usztywniających złamane kończyny. Piła do opatrunków zaopatrzona w małą tarczę posiada zabezpieczenie uniemożliwiające przecięcie materiałów miękkich, np. skóry pacjenta. Osiągnięte jest to przez niewielkie ruchy oscylacyjne okrągłej tarczy. Nie wykonuje ona pełnego obrotu, a jedynie niewielkie, ale szybkie ruchy tam i z powrotem.
Piła jest atrybutem np. św. Szymona, gdyż przy pomocy tego narzędzia wykonywano również egzekucje.
Piły długie jedno lub dwuchwytowe umiejętnie wyginane i wprawiane w wibracje za pomocą smyczka awansowały do rangi instrumentu muzycznego. Początek XX w. obfitował w wirtuozów tego „egzotycznego” instrumentu. Powstawały też konstrukcje pił koncertowych przeznaczonych tylko do muzykowania.

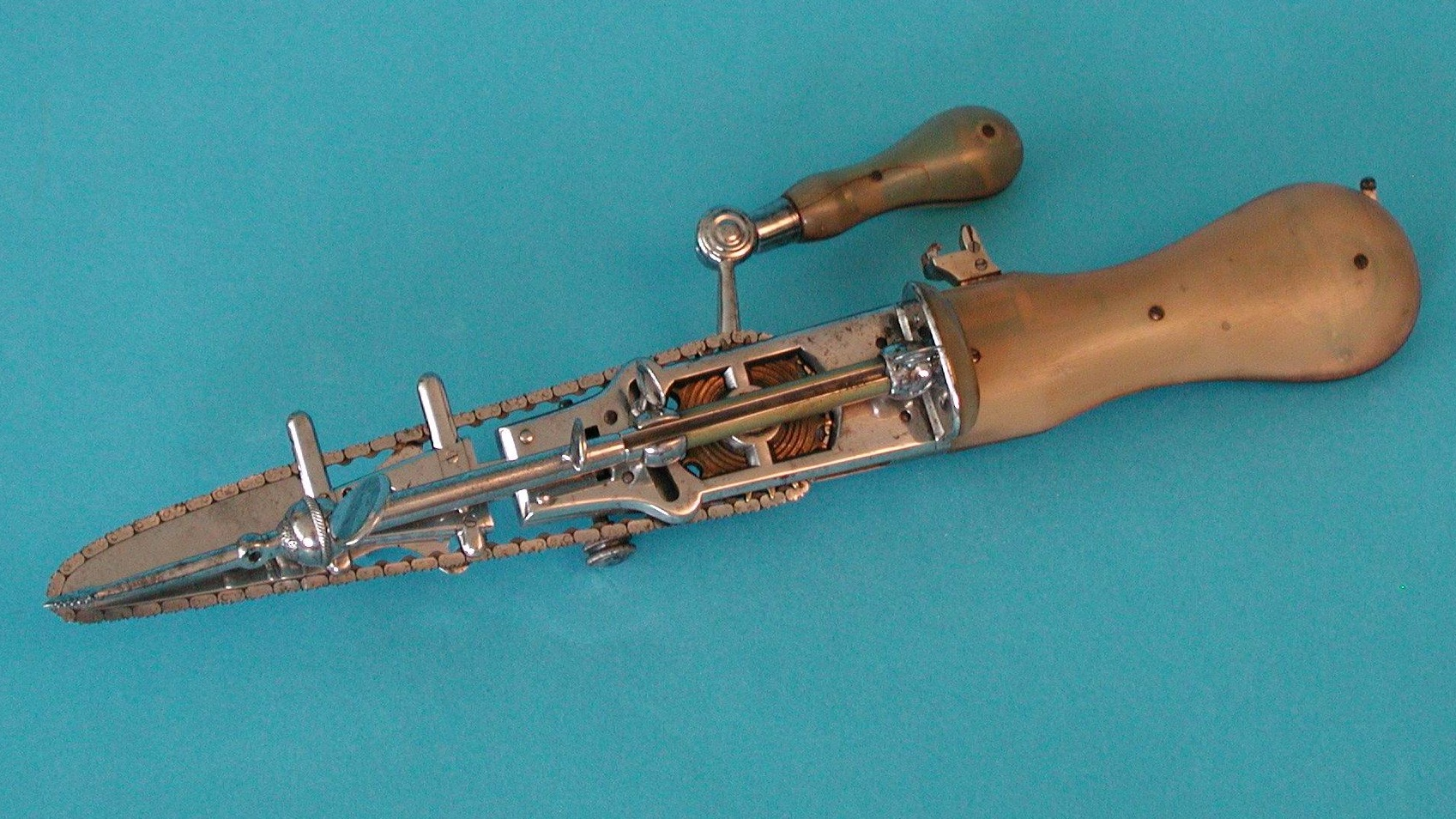
Piła chirurgiczna
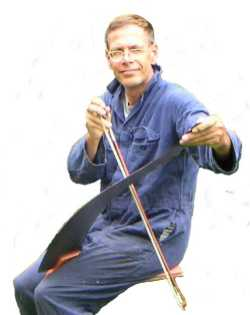
Piła jako instrument
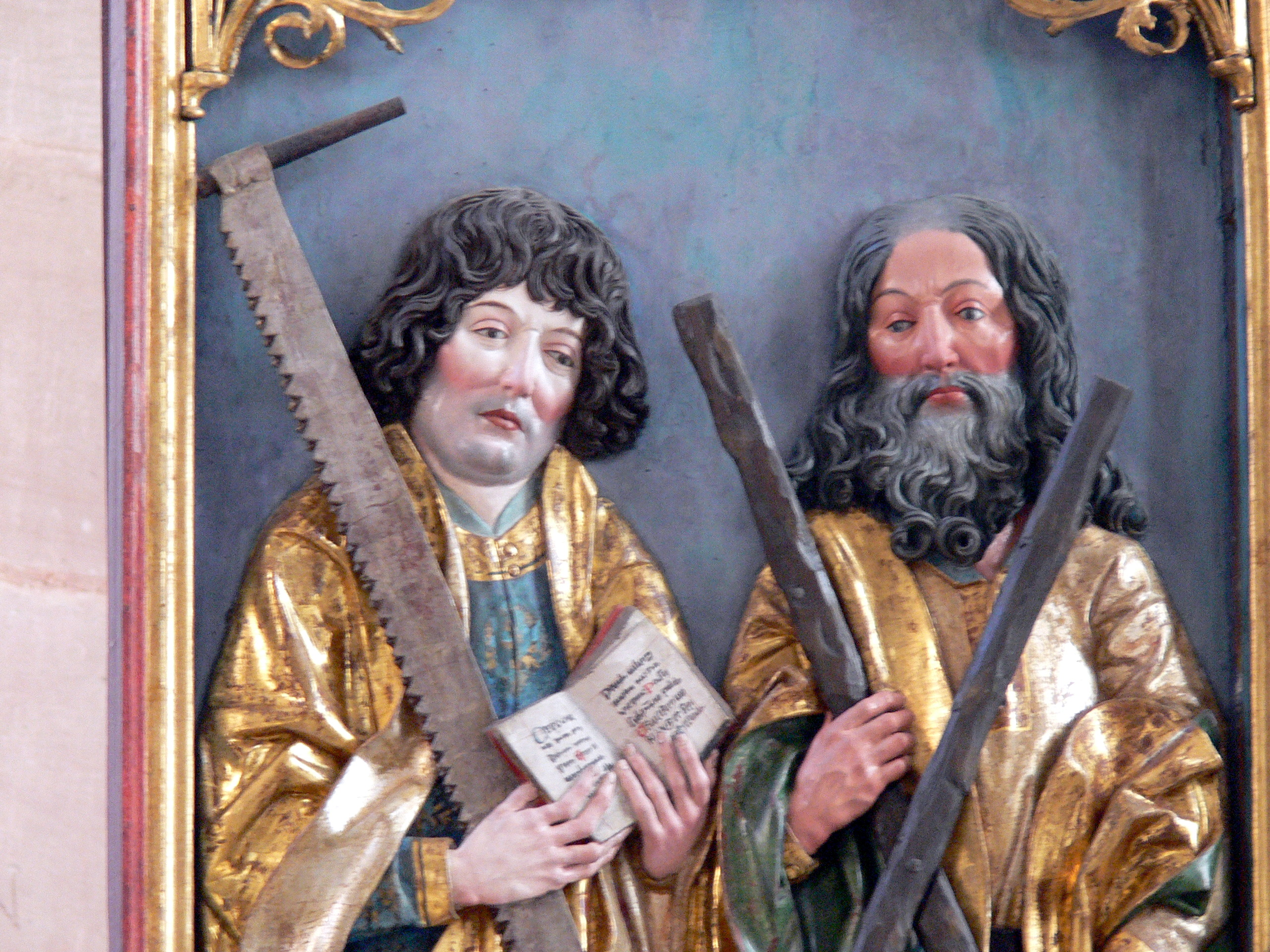
Apostoł Szymon z piłą